# Dragon 64
Dragon Data Ltd Dragon 64 (Dragon 64) је био кућни рачунар фирме Dragon Data Ltd који је почео да се производи у Уједињеном Краљевству од 1983. године.
Користио је Motorola MC6809EP као микропроцесор. RAM меморија рачунара је имала капацитет од 64 kb. 
Као оперативни систем кориштен је OS9.

## Детаљни подаци
Детаљнији подаци о рачунару Dragon 64 су дати у табели испод.
|                       |                                                            |
| [ 1 ]                 |                                                            |
| Произвођач            |                                                            |
| Тип                   | кућни рачунар                                              |
| Меморија              | 64                                                         |
| Поријекло             | Уједињено Краљевство                                       |
| Година                | 1983                                                       |
| Тастатура             | QWERTY механичка тастатура                                 |
| Процесор              |                                                            |
| Фреквенција процесора | 0,9                                                        |
| RAM                   | 64                                                         |
| ROM                   | 32                                                         |
| Текст                 | 32 x 28 и 51 x 16 под OS9                                  |
| Графика               | Неколико графичких модова, највише : 256 x 192 (са 2 боје) |
| Боја                  | 8                                                          |
| Звук                  | 1 глас, 5 октава са Бејсиком                               |
| Димензије             | 33 фунте                                                   |
| Портови               |                                                            |
| Оперативни систем     |                                                            |